# Javier Clemente
Javier Clemente Lázaro (n. 12 martie 1950, Barakaldo⁠(d), Comunitatea Autonomă a Țării Basce, Spania) este un fost fotbalist spaniol care juca pe poziția de mijlocaș, și actual antrenor la echipa națională de fotbal a Libiei.

## Palmares

### Jucător
Athletic Bilbao
- Copa del Rey: 1969

### Antrenor
Athletic Bilbao
- La Liga: 1982–83, 1983–84
- Copa del Rey: 1983–84;

Finalist 1984–85
- Supercopa de España: 1984

Spania U21
- Campionatul European Under-21: Finalist 1996

Libia
- Cupa Africii pe Națiuni: 2014

### Individual
- Don Balón Award – Best La Liga Manager: 1982–83, 1983–84, 1986–87